# 아뤼안 타리
아뤼안 타리(Aryan Tari, 페르시아어: آرین طاری)는 노르웨이의 체스 그랜드마스터이다. 2015년부터 2019년까지 노르웨이 체스 챔피언십 챔피언이었으며 2017년 세계 주니어 체스 선수권 대회에 승리했다. 2024년 5월 기준 노르웨이 3위 체스 선수이다.

## 일생
타리는 노르웨이 스타방에르 출신으로 이란에서 노르웨이로 이민한 부모님인 파라나크 타리와 시아마크 타리 사이에서 태어났다. 이후 노르웨이 드람멘 외곽의 리르스코옌(Lierskogen)에서 지냈다.

## 체스 경력

### 2012년~2014년
타리는 5세 나이에 체스를 처음으로 시작했다. 2012년 노르웨이 체스 챔피언십 주니어 부문에서 승리했으며, 2013년 체스 챔피언십 참가 조건을 충족했다. 2013년 3월 노르웨이 파예르네스(Fagernes)에서 열린 오픈 노르웨이 챔피언십에서 타리가 그랜드마스터 타이틀 획득을 위한 노름 충족에 성공하면서 당시 기준 노르웨이에서 두 번째로 어린 그랜드마스터 타이틀 획득자로 기록되었다. 2013년에는 노르웨이 8위로, 2014년에는 노르웨이 2위 선수로 올라섰다.

### 2015~2018년
타리는 2015년 16세의 나이에 노르웨이 체스 챔피언십에서 우승하며 15세에 우승을 기록한 시멘 앙데스테인과 망누스 칼센에 이어 3번째로 어린 챔피언십 우승자로 기록되었다. 2015년 아이슬란드 레이캬비크에서 열린 유럽 팀 체스 챔피언십에서 노르웨이 팀의 세 번째 판을 맡아 6점을 얻으면서 9라운드에 걸쳐 두 번째 그랜드마스터 노름을 충족했다. 대륙별 팀 챔피언십 대회의 FIDE 특별규정에서는 이를 20경기 노름으로 취급하며 파예르네스에서 얻은 노름과 레이팅 2500을 넘어 그랜드마스터 수여 기준을 완벽히 충족해 2016년 3월 FIDE 총회에서 그랜드마스터를 수여했다. 타리는 그랜드마스터 타이틀을 얻은 12번째 노르웨이 선수로 기록되었다.
2016년 5월 12일부터 23일까지 열린 유럽 개인 체스 챔피언십에서 타리는 개인 최고 성적인 7½/11 (+5–1=5) 승을 기록했다. 이 대회에서 22위를 차지하며 트빌리시에서 열린 2017년 체스 월드컵 출전권을 얻었지만 2라운드에서 알렉산드르 렌더먼에게 1½-½로 패하며 탈락했다.

### 2018년 이후
2019~2020년 시즌에는 체코의 엑스트라 리가 팀인 슬라비아 크로메르지시 팀에서 선수 활동을 했다. 타리는 2019년 노르웨이 체스 챔피언십에서 두 번째로 승리했다. 2020~2021년 스페인 CECLUB 챔피언십에도 사드레스 오우렌세 팀으로 참여했다. 2022년 노르웨이 체스 경기에도 참여했으며 망누스 칼센에게 패했으나 2022년 인도 첸나이에서 열린 제44회 체스 올림피아드에서 노르웨이 대표 자격으로 참여했다. 이후 2024년 헝가리 부다페스트에서 열린 제45회 체스 올림피아드에서도 노르웨이 대표로 참여했다.